# Frischluft

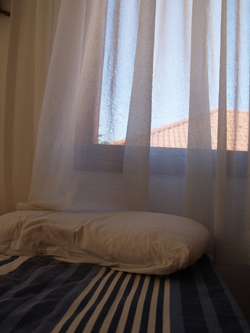
Geöffnetes Fenster

Frischluft ist eine kühle Luft aus einer schadstoffunbelasteten, natürlichen Umgebung. Analog zum Genuss kühler Getränke ist Frischluft dann angenehm, wenn durch den Atmungsvorgang eine temporäre, mäßige Abkühlung empfunden wird. Im Gegensatz zur feuchten Luft vermittelt eine verhältnismäßig trockene Luft den Eindruck hoher Luftqualität, da sich der Abkühleffekt verstärkt.
Frischluft ist in der Klimatechnik von der Außenluft zu unterscheiden, da die Außenluft außerhalb der Gebäudehülle angesaugt wird, wo die Luft durchaus warm, feucht und/oder belastet sein kann. 
Lüftung oder lüften bezeichnet den Vorgang, mit dem man in einem umbauten bzw. geschlossenen Raum einen Luftwechsel erreichen will. Man kann maschinell lüften oder auf natürlichem Wege durch das Öffnen von Türen und/oder Fenstern sowie durch die permanente Fugenlüftung.